# 大晦日職人歌合戦
『大晦日職人歌合戦～○○年もおつかれさまでした～』（おおみそかしょくにんうたがっせん ○○ねんもおつかれさまでした）は、テレビ埼玉（テレ玉）で2022年から毎年12月31日（大晦日）に放送されている音楽特別番組。
2022年12月31日に第1回が放送され、2023年12月31日に第2回が放送された。

## 概要
職人として働く人たちを中心としたカラオケ番組。
工務店や内装工事会社などの社長や社員である参加者8名が、友人や職場の仲間をバックダンサーに従えて、歌とトークを繰り広げる。
放送開始を前に、テレ玉番組ガイド2022年12月号の「特別番組」欄では、「渋谷では大物歌手が勢揃い！ 浦和では職人たちが歌合戦！」と、同時間帯に放送されるNHK総合テレビジョン・ラジオ第1放送の音楽特別番組『NHK紅白歌合戦』に対抗するような見出しが掲載されていた。
番組では、2名の審査員が8名の出場者から「ベストパフォーマンス賞」選定し、受賞した出場者には株式会社秀久から「金のインパクトドライバー・金のヘルメット」が贈られる。

### 出演者選考
番組名に「職人」が付いていることから、MCは、かつて埼玉県内で工事現場の親方として働いていたお笑い芸人（ピン芸人）で深谷市出身のオヤカタくんと、実家が特殊舗装業を営んでいるテレ玉アナウンサーの塩原桜が務める。

## 出演者

### MC
- オヤカタくん
- 塩原桜（テレ玉アナウンサー）※第1回
- 塚田舞（テレ玉アナウンサー）※第2回

### ゲスト・審査員
第1回
- 舟平/SAM（番組オープニング曲を作曲）- ゲスト
- 古澤未来 （タレント）- ゲスト・審査員
- 地蔵堂忠律（株式会社J's代表取締役）- 審査員

第2回
- 後藤祐樹（千葉県八街市議会議員）- ゲスト・審査員
- 美月ひな（女優・歌手）- ゲスト・審査員
- 地蔵堂忠律 - 審査員

## 出場者・曲目
曲順は出典記事の掲載順・本放送から。
| 回次            | 曲順 | 出場者名            | 所属企業                      | 楽曲                   | アーティスト名              |
| --------------- | ---- | ------------------- | ----------------------------- | ---------------------- | --------------------------- |
| 第1回（2022年） | 1    | 笠原誠児            | 株式会社かじ兵衛              | 世界に一つだけの花     | SMAP                        |
| 第1回（2022年） | 2    | 平野至哲            | 株式会社平野屋工務店          | 函館の女               | 北島三郎                    |
| 第1回（2022年） | 3    | 宮南洋              | 便利屋ミヤナミ                | アゲ♂アゲ♂EVERY☆騎士   | DJ OZMA                     |
| 第1回（2022年） | 4    | 藤ノ木善大          | 株式会社塗藤                  | ラヴ・イズ・オーヴァー | 欧陽菲菲                    |
| 第1回（2022年） | 5    | 吉村久朋            | 株式会社吉村                  | 西新宿の親父の唄       | 長渕剛                      |
| 第1回（2022年） | 6    | 内ヶ島圭悟          | 株式会社エコグリーン開発      | YOUNG MAN (Y.M.C.A.)   | 西城秀樹                    |
| 第1回（2022年） | 7    | 地蔵堂俊介          | 株式会社J's                   | バニラ                 | きゃない                    |
| 第1回（2022年） | 8    | 阿部博生            | 株式会社秀久                  | キミはパパのタカラモノ | 阿部鍛造                    |
| 第2回（2023年） | 1    | 笠原誠児            | 株式会社かじ兵衛              | 笑顔のゲンキ           | SMAP                        |
| 第2回（2023年） | 2    | 吉村久朋            | 株式会社吉村                  | アイノカタチ           | MISIA feat. HIDE（GReeeeN） |
| 第2回（2023年） | 3    | 藤ノ木善大          | 株式会社塗藤                  | HOT LIMIT              | T.M.Revolution              |
| 第2回（2023年） | 4    | 後藤公成            | 有限会社かじ兵衛 ふじみ野本店 | 捕まえて、今夜。       | 新浜レオン                  |
| 第2回（2023年） | 5    | 宮南洋              | 便利屋ミヤナミ                | ザ☆ピ〜ス!             | モーニング娘。              |
| 第2回（2023年） | 6    | 地蔵堂俊介&堀川元樹 | 株式会社J's                   | 白い恋人達             | 桑田佳祐                    |
| 第2回（2023年） | 7    | 阿部鍛造            | 株式会社秀久                  | 骨                     | 銀杏BOYZ                    |
| 第2回（2023年） | 8    | 内ヶ島圭悟          | 株式会社エコグリーン開発      | マツケンサンバII       | 松平健                      |

## 制作スタッフ
- 演出・構成/柳田さやか（ユーネット）
- フロアディレクター/髙野雄太郎（ユーネット）
- フロアAD/石倉皇虎（ユーネット）
- 卓ディレクター/伊藤規明（ユーネット）
- メイキング/小池宏（ユーネット）
- 技術統括/齋藤信吾（テレビ埼玉）
- SW/金本聡（TAP）
- TK/畠山佑里
- カメラ/髙沢英昭（TAP）・柴田勝利（TAP）・平出雅和（TAP）・竹内郁
- CA/黒田春樹（TAP）
- VE/大日向茂
- スタジオ音声/齋藤信吾（テレビ埼玉）・巻渕怜士（TAP）
- インタビュー音声/佐々木勇太
- PA/エクサート松崎
- 照明/渋谷昇（アンバーライト）
- 美術/矢島健雄（俳優座劇場）
- 技術協力/TAP・エクサート松崎・アンバーライト・俳優座劇場
- 制作協力/ユーネット
- メイク/MAKE A WISH
- CG/簗田朋子（ユーネット）
- 音源提供/JOYSOUND
- プロデューサー/諸星和義（テレビ埼玉）
- 制作・著作/テレビ埼玉

## 関連番組
- 第73回NHK紅白歌合戦 - 大晦日の同時間帯に放送されたNHK総合テレビジョン・ラジオ第1放送の音楽特別番組
- 埼玉政財界人チャリティ歌謡祭 - 翌日（元日）に放送されるテレ玉の音楽特別番組